# Renata Arruda
Renata Lais de Arruda (Olinda, 18 de febrero de 1999) es una jugadora de balonmano brasileña que juega de portera en el CS Gloria 2018 y la Selección Brasileña.

## Trayectoria
Criada en la cantera del equipo brasileño del Clube Portugués do Recife, en 2017 llegó a la Primera División de la Liga para enrolarse con el Mavi Nuevas Tecnologías gijonés, al que llegó junto a Raquel Caño, Aida Palicio y Rocío Campigli. Con el Mavi alzó la Copa de la Reina, el máximo éxito hasta la época del Mavi. Cuando llegó a España ya era parte de la Selección Brasileña absoluta que entrenaba Jorge Dueñas. 
Su gran temporada le abrió las puertas del Super Amara Bera Bera, el equipo que dominaba el balonmano español en aquella época, al que llegó junto a Yunis Camejo y su compatriota, la campeona del mundo con Brasil, Fernanda da Silva. Con el equipo donostiarra debutó en competición europea (la EHF Cup) en la temporada 2018-19 y ganó 2 ligas y otra Copa de la Reina,además de 1 Supercopa de España.
Tras tres años en San Sebastián se mudó al CS Măgura Cisnădie rumano, dónde sólo estuvo una temporada, tras lo que firmó por el CS Gloria 2018. Con su club llegó a la final de la EHF European League en la temporada 2023/24 donde fue, además, galardonada con el título de Jugadora Más Valiosa (MVP) de la competición.
Fue olímpica en Tokio 2020, donde Brasil terminó en la posición 11 de la competición.

### Clubes
- - 2017:  Clube Portugues do Recife
- 2017-18:  Mavi Nuevas Tecnologías
- 2018-21:  Super Amara Bera Bera
- 2021-22:  Magura Cisnadie
- 2022-Actual:  CS Gloria 2018

## Palmarés

### Selección
- 2 x  Panamericanos (Lima 2019 y Santiago 2023)
- 3 x  Sudamericano y Centroamericano de Balonmano (Brasil 2018, Paraguay 2021, Brasil 2024)[10]
- 1 x  Campeonato Panaméricano Júnior (Brasil 2018)
- 1 x  Campeonato Panaméricano Juvenil (Chile 2016)

### Clubes
- 2 x Liga Guerreras Iberdrola (2020, 2021)
- 2 x Copa de la Reina (2018, 2019)[4]
- 1 x Supercopa de España

### Galardones individuales
- 1 x Mejor jugadora del Campeonato Panamericano Juvenil (2016)[3]
- 1 x Mejor portera del Campeonato Panamericano Júnior (2018)
- 1 x Mejor portera del Sudamericano y Centroamericano de Balonmano (2021)
- 3 x Guerrera de la Jornada (2017-18 J9 y J10, 2020-21 J4)[11][12][13]
- 1 x MVP de la Liga Guerreras Iberdrola (2020/21)[14]
- 3 x All Star de la Liga Guerreras Iberdrola (2017/18, 2018/19 y 2020/21)[15][16]
- 1 x MVP de la EHF European League (2023/24)[8]